# Simón Rodríguez

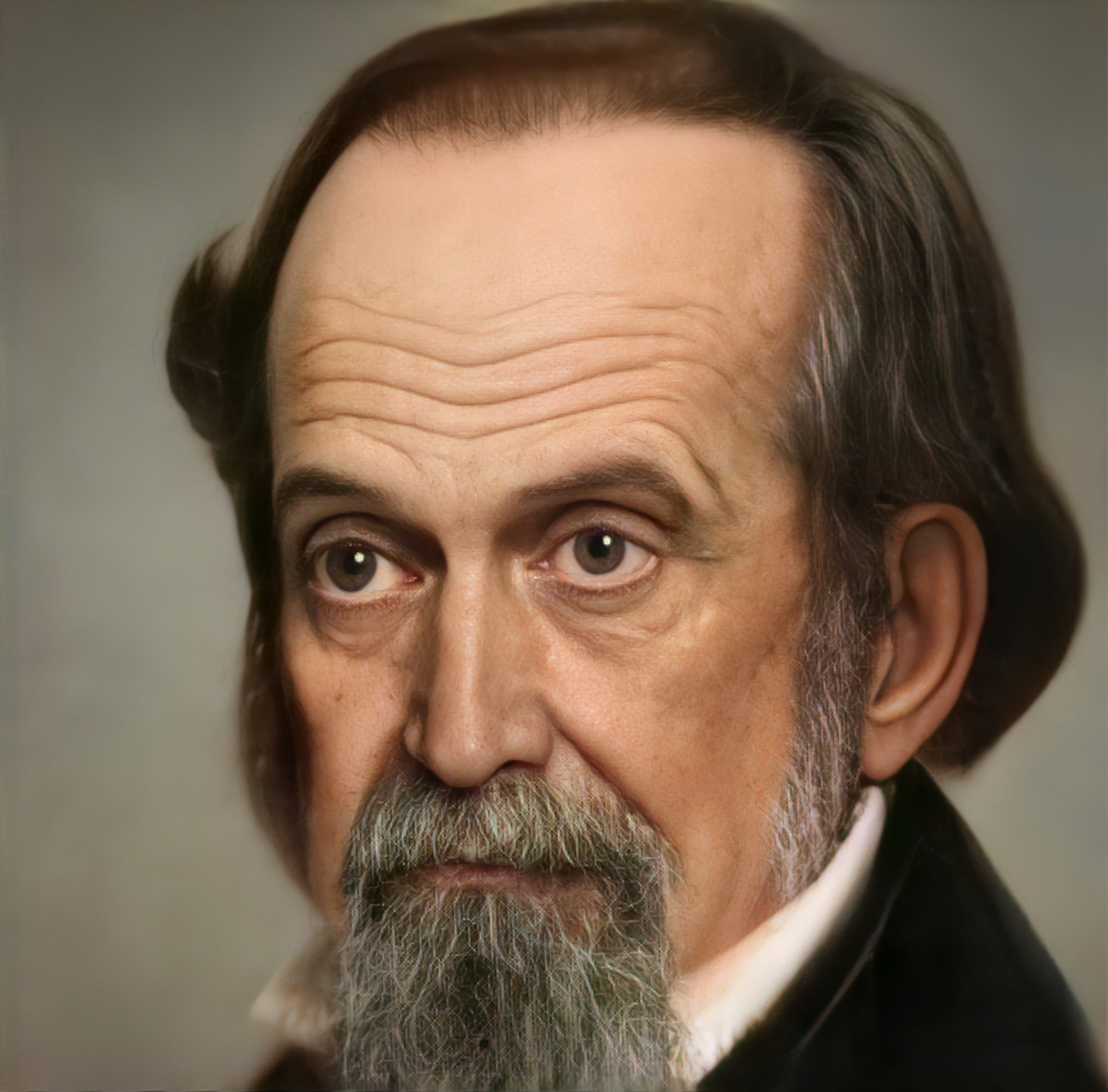
Simón Rodríguez

Simón Rodríguez (ur. 28 października 1769 w Caracas, Wenezuela, zm. 28 lutego 1854 w Amotape, Peru) – południowoamerykański filozof i nauczyciel. Był wychowawcą i mentorem Simona Bolivara. W czasie pobytu na wygnaniu z hiszpańskich kolonii amerykańskich posługiwał się nazwiskiem Samuel Robinson.
W maju 1791 Rada Miejska w Caracas (Cabildo) zaoferowała mu posadę nauczyciela w Szkole Czytania i Pisania dla Dzieci. W roku 1794 zaprezentował on Radzie swoją znamienną publikację pt. Wady w sposobie prowadzenia Szkoły Czytania i Pisania dla Dzieci w Caracas oraz propozycje jej reformy i odrodzenia. Rozwiązania przedstawione przez Rodrigueza były zbliżone do nowoczesnego systemu nauczania.
Udział Rodrigueza w spisku zorganizowanym przez Manuela Guala i Jose Marię Espana przeciwko królowi Hiszpanii w roku 1797 sprawił, że musiał on wyemigrować z Wenezueli.
Podczas pobytu w Kingston, stolicy Jamajki, przybrał nazwisko Samuel Robinson. Po kilku latach spędzonych w Stanach Zjednoczonych, w roku 1801 wyjechał do Francji. W roku 1804 spotkał tam jednego ze swoich byłych uczniów; razem udali się w długą podróż po Europie. Uczestniczyli w koronacji Napoleona Bonaparte na króla Włoch w Mediolanie; byli świadkami słynnej przysięgi Simona Bolivara, który obiecał, że wyzwoli wszystkie kolonie amerykańskie spod jarzma hiszpańskiego i spisali historyczną relację z tego wydarzenia.
W latach 1806–23 Rodriguez odwiedził liczne kraje europejskie. W tym czasie mieszkał we Włoszech, Niemczech, Prusach, Polsce oraz Rosji. Później, swój pobyt w Europie skwitował następującą wypowiedzią: "Mieszkałem w Europie przez ponad dwadzieścia lat; pracowałem w Przemysłowym Laboratorium Chemicznym[...], uczestniczyłem w tajnych spotkaniach kół socjalistycznych [...] studiowałem trochę literaturę; uczyłem się obcych języków i prowadziłem szkołę czytania oraz pisania w niewielkim rosyjskim miasteczku."
Rodriguez wrócił do Ameryki w 1823. Posługiwał się ponownie swoim starym nazwiskiem. W roku 1824 założył w Kolumbii pierwszą szkołę zawodową. Simon Bolivar sprowadził go potem do Peru i mianował "Kierownikiem Szkolnictwa Publicznego, Nauk Fizycznych i Matematycznych oraz Sztuk". Równocześnie w Boliwii objął stanowisko "Dyrektora Kopalni, Rolnictwa i Dróg Publicznych".
W roku 1826 Rodriguez otworzył drugą szkołę zawodową w ramach projektu budowy systemu oświaty w Boliwii. Niemniej jednak Antonio José de Sucre, prezydent Boliwii od października 1826, nie darzył go sympatią ani zaufaniem, wobec czego Rodriguez w tym samym roku zrezygnował ze swojej posady w ministerstwie. Przez pozostałą część życia pracował jako nauczyciel i pisarz. Mieszkał tymczasowo w różnych miejscach w Peru, Chile i Ekwadorze. Rozgłos przyniosła Rodriguezowi książka z dziedziny socjologii pt. Społeczeństwa amerykańskie (Sociedades Americanas), opublikowana w kilku wydaniach w Arequipa (1828), Concepcion (1834), Valparaíso (1838) oraz w Limie (1842).
Większość dzieł ze spuścizny piśmienniczej Rodrigueza przechowywano w Guayaquil w Ekwadorze. Spłonęły one w czasie wielkiego pożaru miasta w roku 1896.
Podobizna Rodrigueza widnieje na wenezuelskim banknocie o nominale 50 boliwarów. Do roku 2007 jego sylwetka zdobiła również banknoty o nominale 20 tys. boliwarów.

## Źródła i wzmianki
- Simón Rodríguez, Sociedades Americanas (American Societies)